# Barbican
Barbican är ett stort byggnadskomplex i brutalistisk stil i City of London som förutom bostäder innehåller kulturcentrat Barbican Centre. Området byggdes 1965–76 på ett 140 000 m² stort tomtområde, som hade förstörts under andra världskriget. Arkitekter var Geoffry Powell (1920–1999), Peter "Joe" Chamberlin (1919–1978) och Christoph Bon (1921–1999), med arkitektfirman Chamberlin, Powell and Bon. Komplexet hade 2023 över 4 000 invånare fördelade på 2 104 lägenheter.

## Byggnader
Området består av 13 bostadshus grupperade kring en grön gård med en stor damm som är belägen över gatunivån. Bostadshusen reser sig sju våningar över gården och systemet av gångvägar och svalgångar som förbinder de olika husen med varandra. Området har också tre höga bostadstorn med 42 våningar som reser sig 123 meter upp. Till skillnad från många andra storstilade efterkrigskomplex är Barbican ett eftertraktat område att bo i.

## Barbicans kulturcentrum
Barbican innehåller, förutom bostäder, ett stort kulturcentrum, Barbican Centre, som bland annat består av konsert- och teaterlokaler, samt (i en separat byggnad) Londons stadsmuseum (Museum of London).

## Barbicans tunnelbanestation
Stationen Barbican invigdes redan 1865 och tillhör Circle line, Hammersmith & City line och Metropolitan line. Perrongerna ligger utomhus med flera byggnader runt omkring.

## Kulturhistorisk klassning
Byggnadskomplexet är idag kulturminnesmärkt (Grade II listed) i dess helhet.

## Bildgalleri

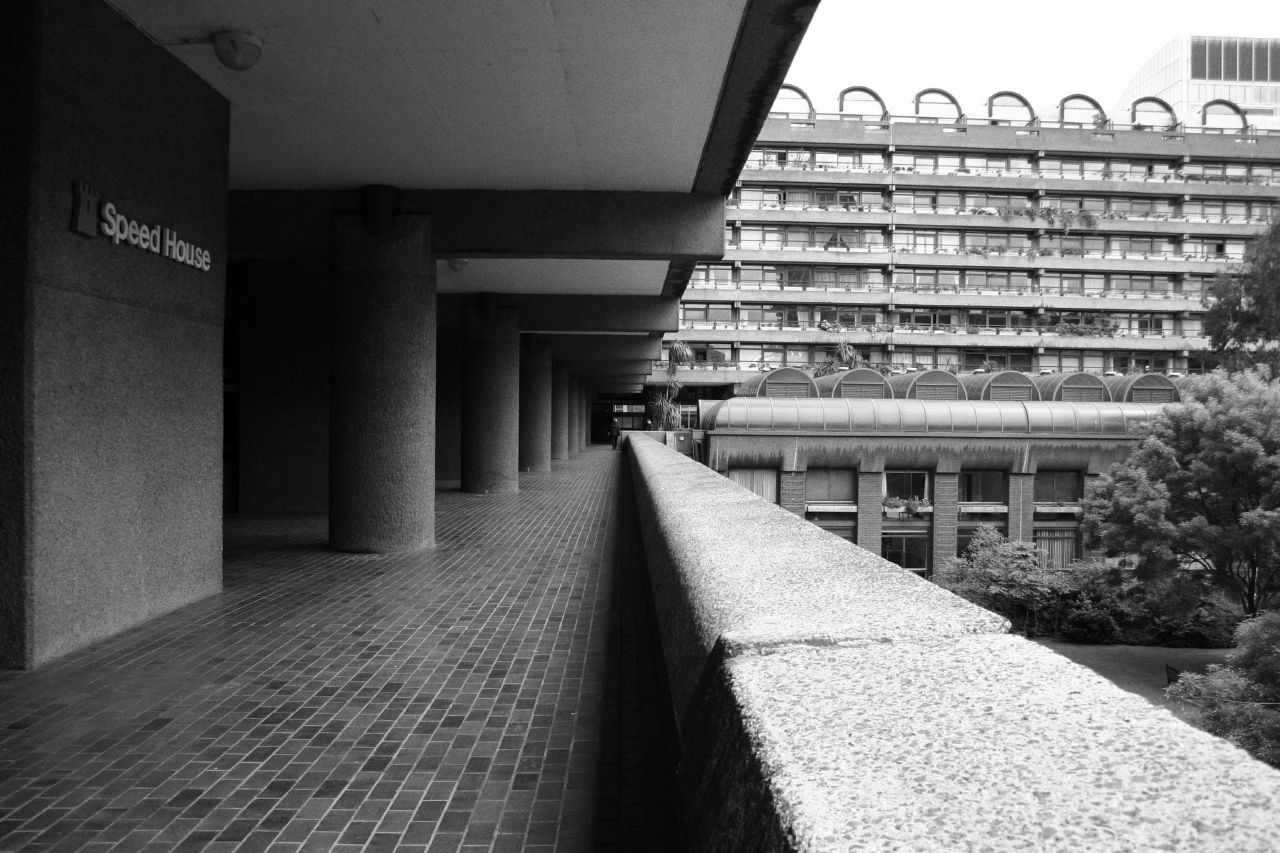
Svalgång.
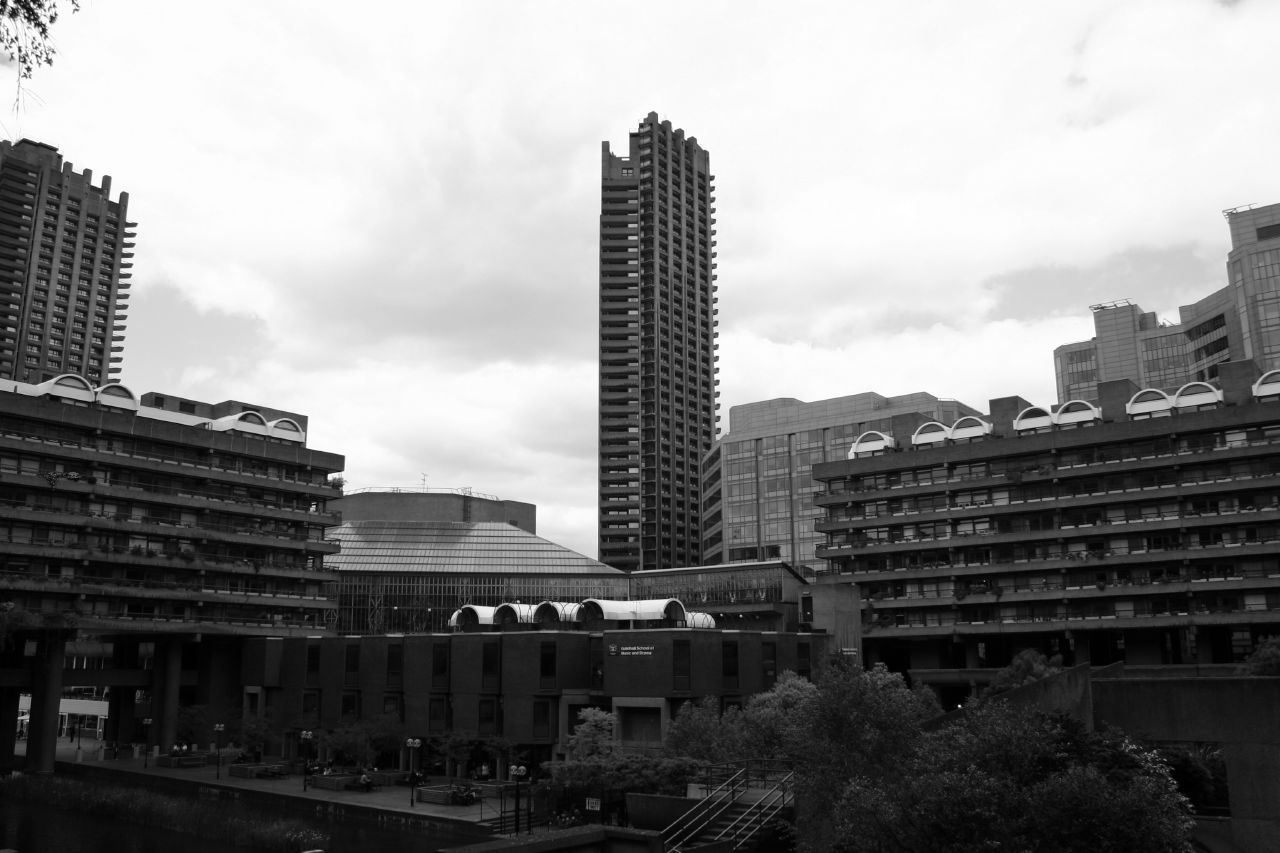
Ett av de tre häghusen.
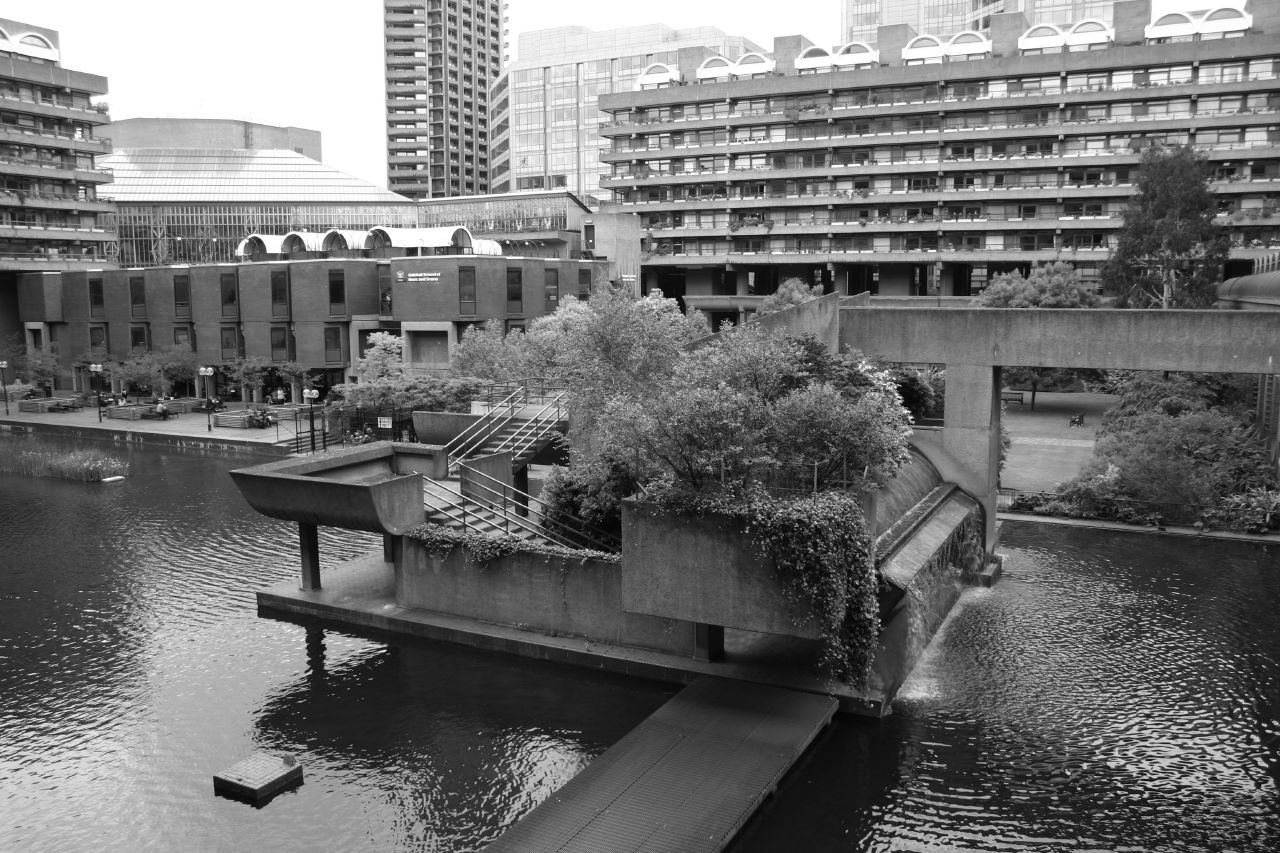
Dammen i gården.